# Yōhei Okuyama
Yōhei Okuyama (japanisch 奥山 洋平 Okuyama Yōhei; * 28. Oktober 1999 in der Präfektur Okayama) ist ein japanischer Fußballspieler.

## Karriere
Yōhei Okuyama erlernte das Fußballspielen in der Jugendmannschaft des Hannan University Club sowie in der Universitätsmannschaft der Hannan-Universität. Seinen ersten Profivertrag unterschrieb er am 2. Februar 2022 bei Iwate Grulla Morioka. Der Verein aus Morioka, einer Stadt in der Präfektur Iwate, spielte in der zweiten japanischen Liga. Sein Zweitligadebüt gab Yōhei Okuyama am 27. Februar 2022 (2. Spieltag) im Auswärtsspiel gegen den FC Machida Zelvia. Hier wurde er in der 74. Minute für den Brasilianer Brenner eingewechselt. Machida Zelvia gewann das Spiel durch ein Elfmetertor von Taiki Hirato mit 1:0. Am Ende der Saison 2022 belegte er mit Iwate Grulla Morioka den letzten Tabellenplatz und musste in die dritte Liga absteigen. In seiner ersten Profisaison bestritt er 32 Zweitligaspiele. Nach dem Abstieg wechselte er im Januar 2023 zum Zweitligisten FC Machida Zelvia. Am Ende der Saison 2023 feierte er mit Machida die Zweitligameisterschaft sowie den Aufstieg in die erste Liga. Im Juli 2024 wechselte er bis Saisonende auf Leihbasis zum Zweitligisten Renofa Yamaguchi FC. Für den Verein aus Yamaguchi bestritt er 13 Ligaspiele. Nach der Ausleihe wurde er im Februar 2025 fest von Yamaguchi unter Vertrag genommen.

## Erfolge
FC Machida Zelvia
- Japanischer Zweitligameister: 2023  ▲